# Aletris foliata
Aletris foliata är en enhjärtbladig växtart som först beskrevs av Carl Maximowicz, och fick sitt nu gällande namn av Tomitaro Makino och Kwanji Nemoto. Aletris foliata ingår i släktet Aletris och familjen myrliljeväxter. Inga underarter finns listade i Catalogue of Life.

## Bildgalleri

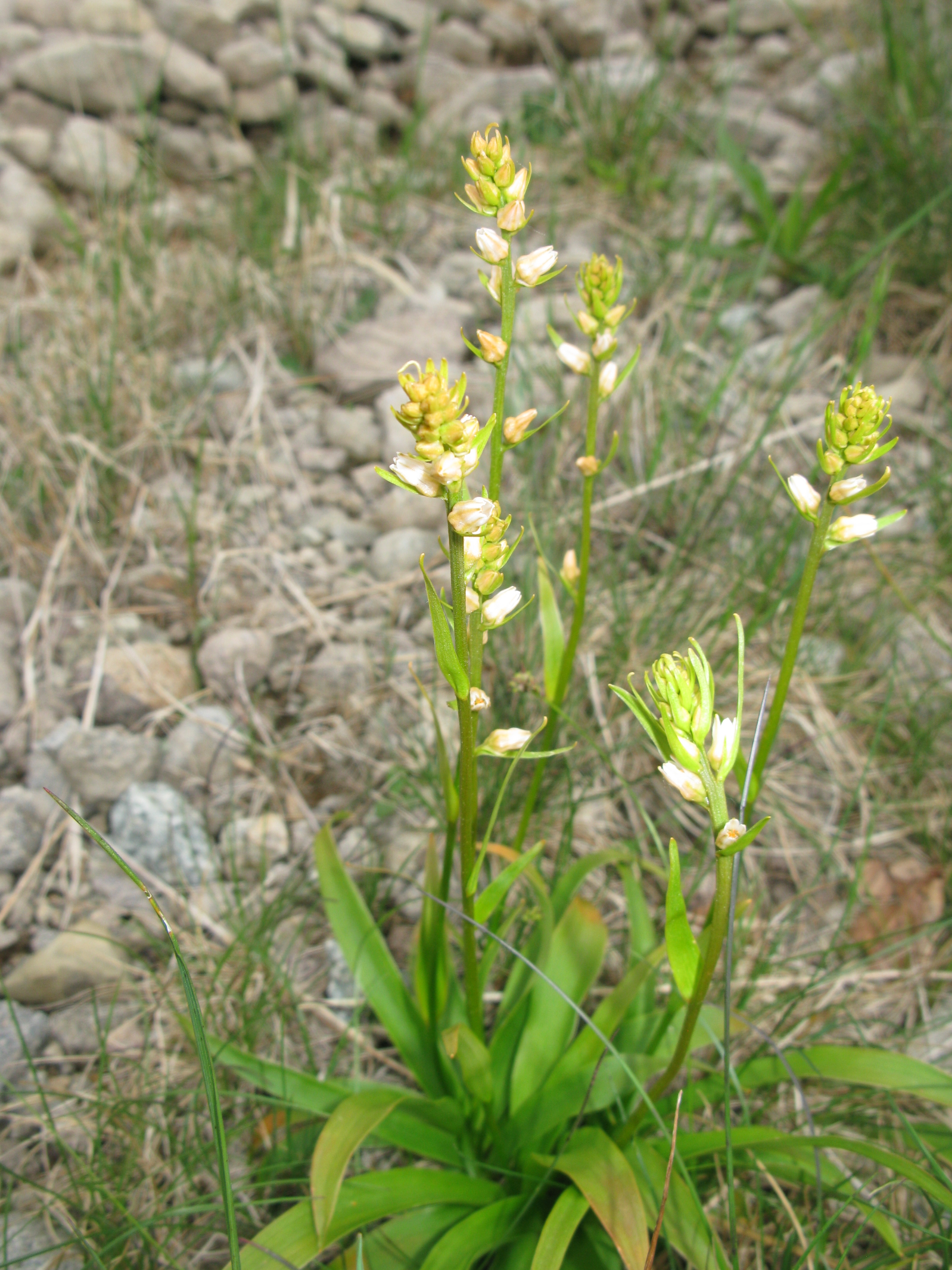
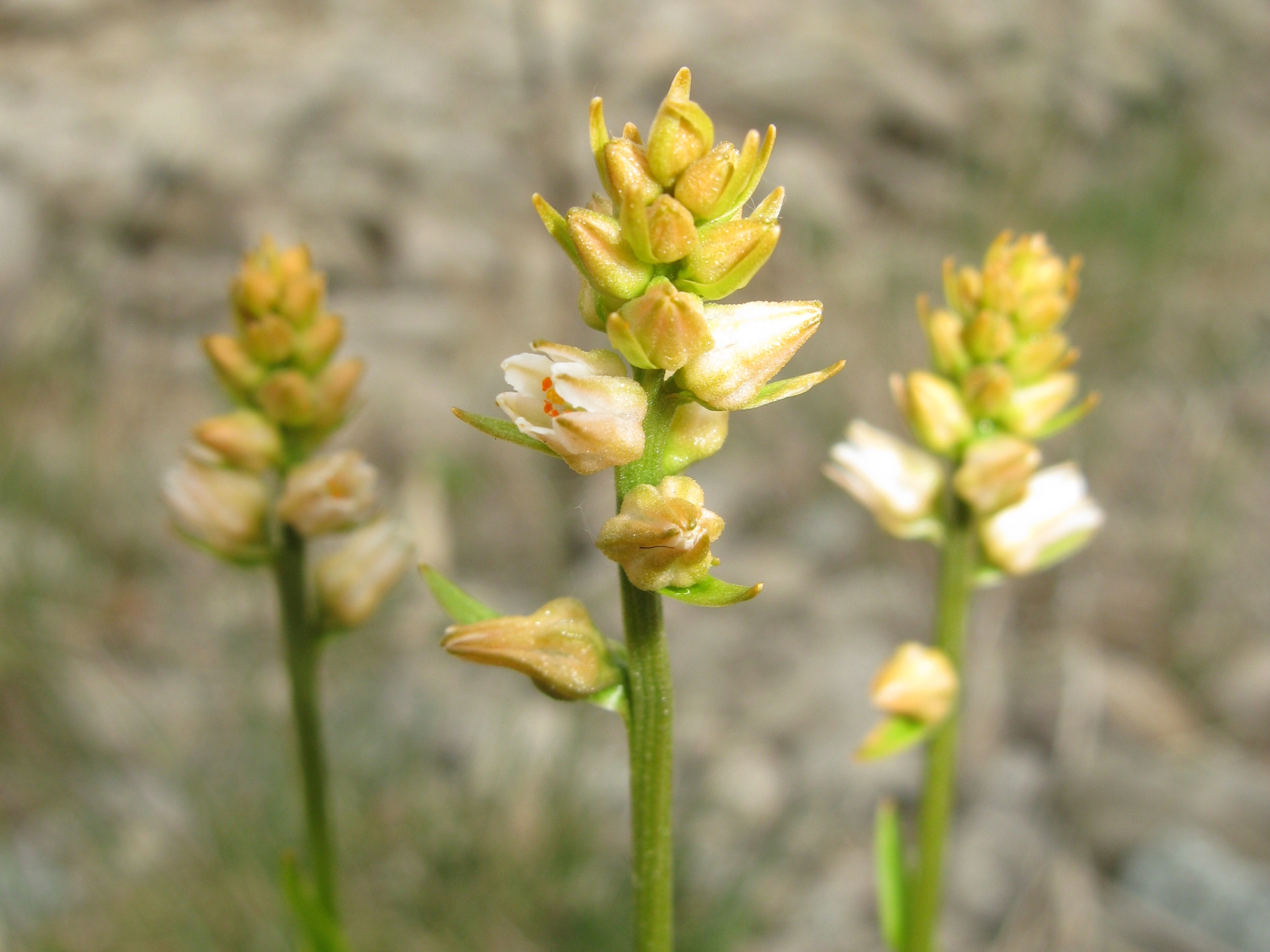
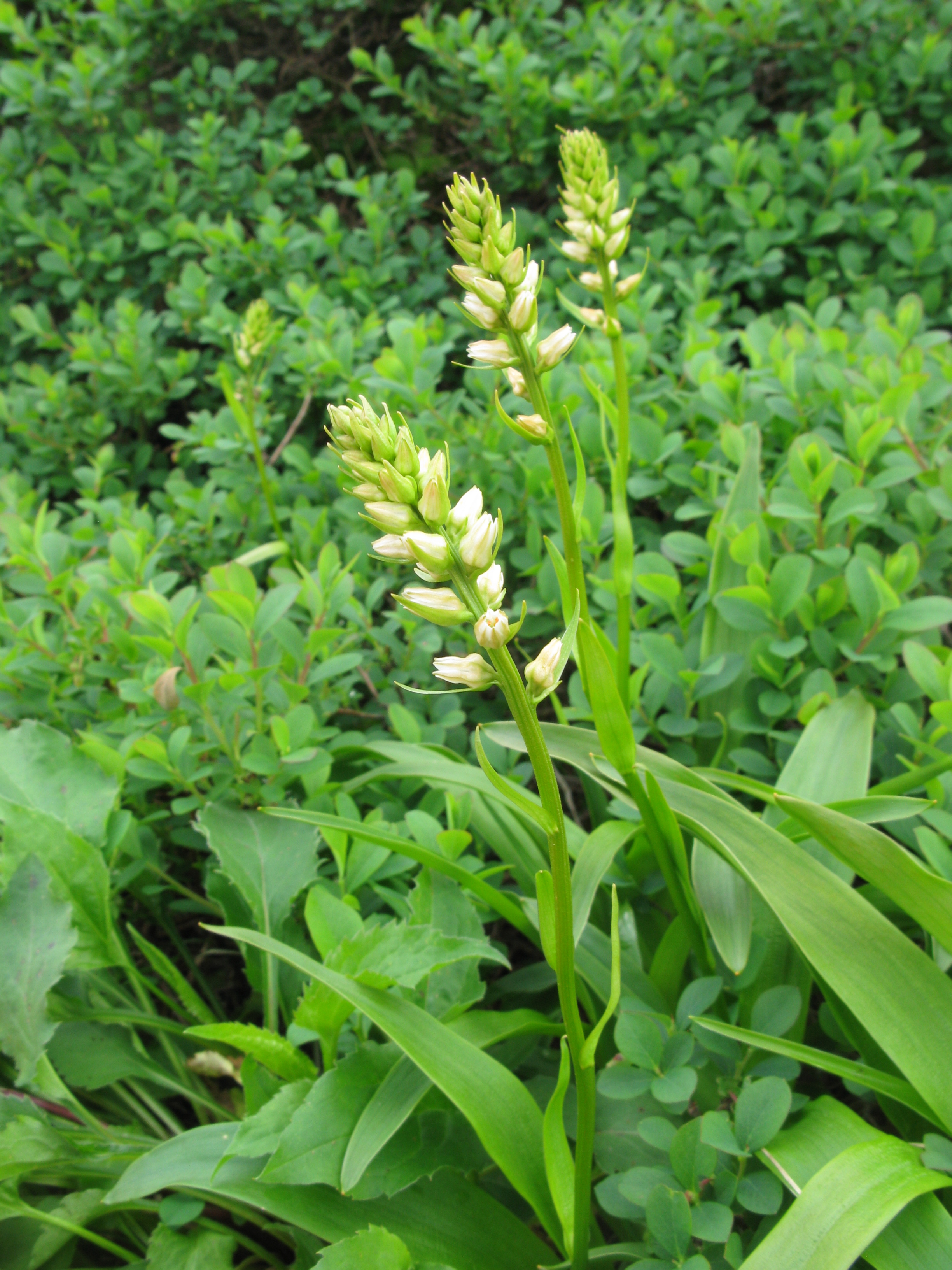
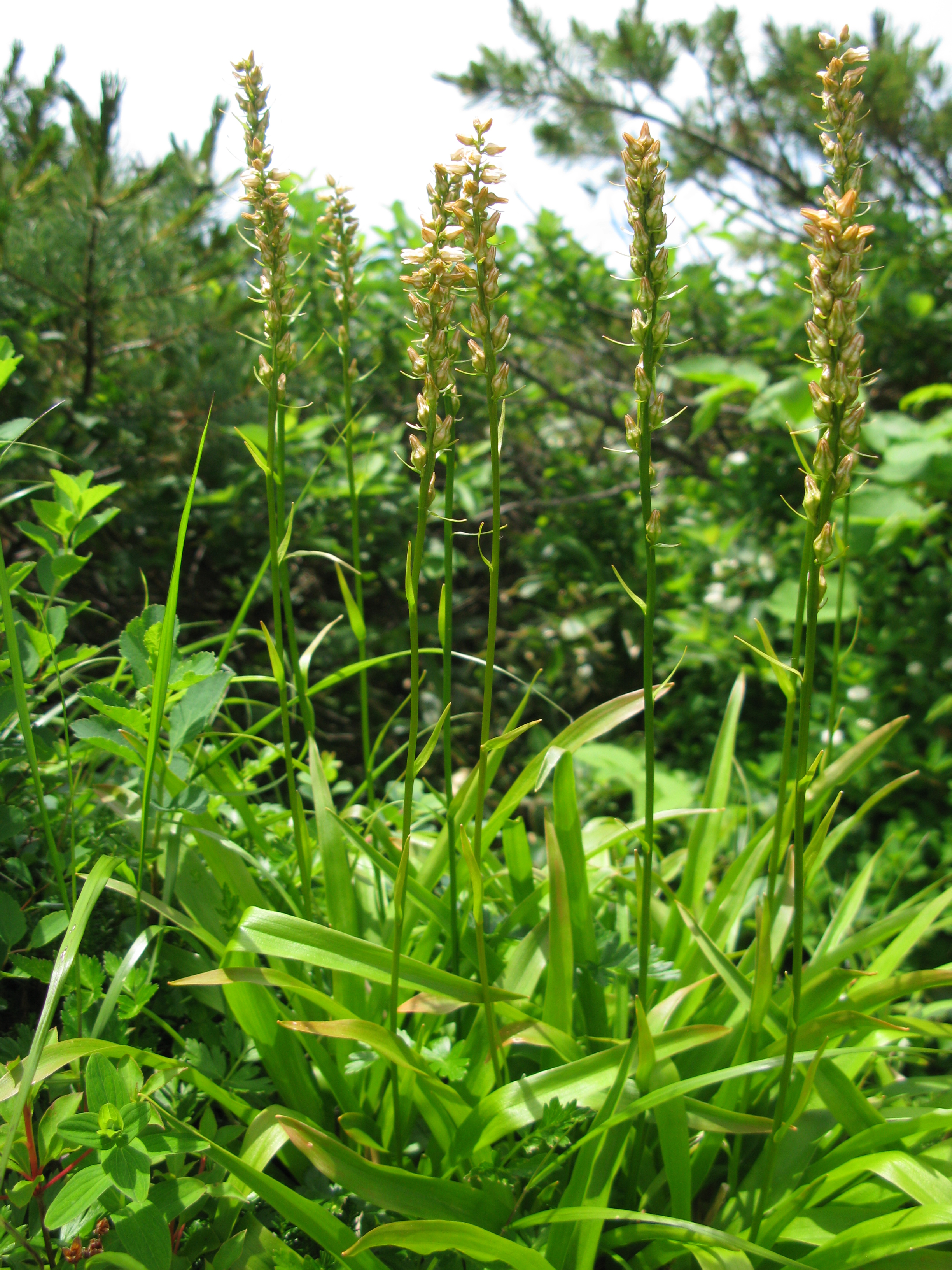
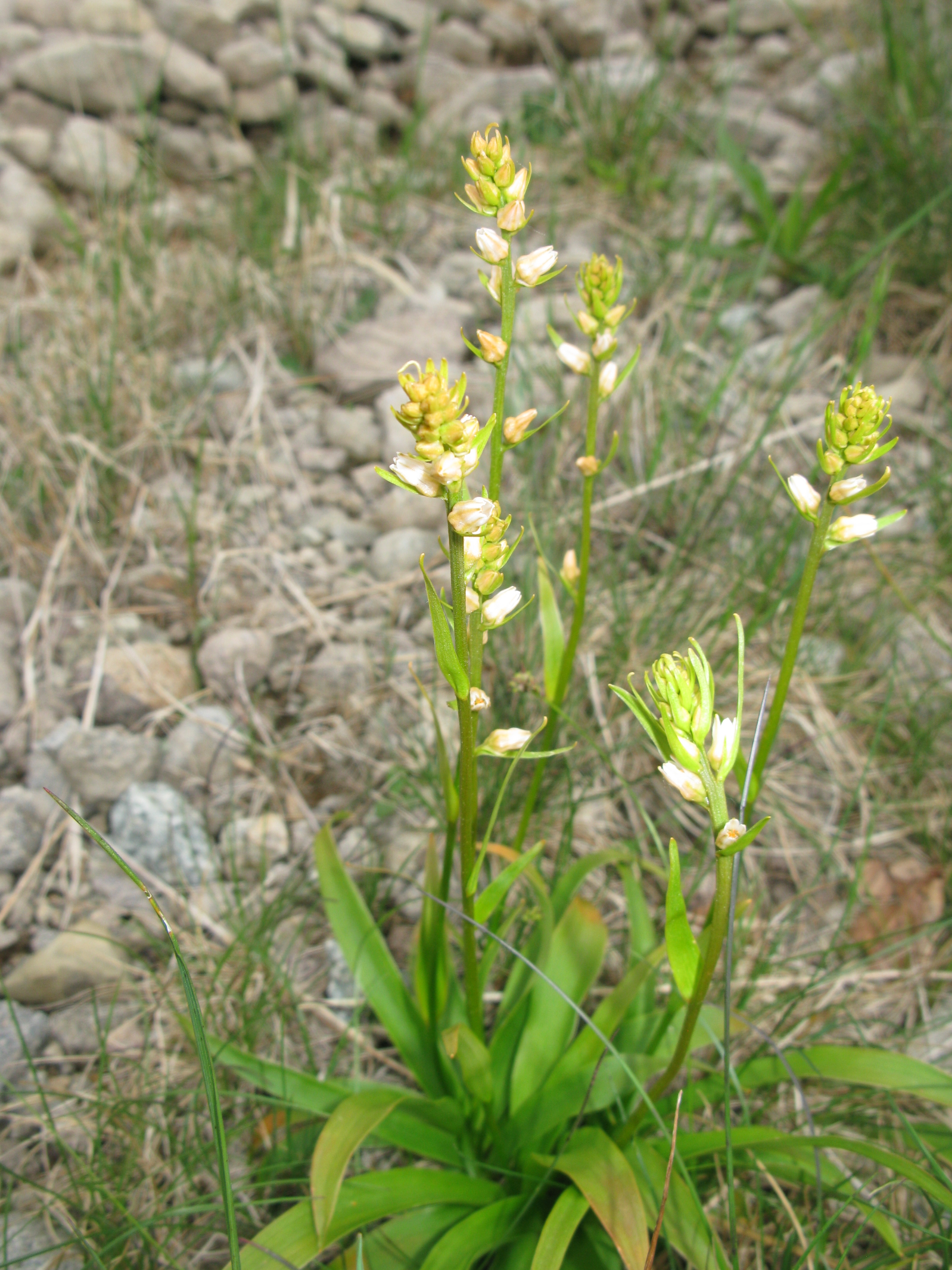